# 拉瓦韦莱米讷
拉瓦韦莱米讷（法語：Lavaveix-les-Mines，法語發音：[lavavɛ le min]）是法国克勒兹省的一个市镇，属于欧比松区。

## 地理
拉瓦韦莱米讷（46°4'16"N, 2°5'20"E）面积4.71 平方千米，位于法国新阿基坦大区克勒兹省，该省份为法国中部省份，位于法國中央高原西北部，北起安德尔省和谢尔省，西接维埃纳省，南至科雷兹省，东临多姆山省，东北与阿列省接壤。
与拉瓦韦莱米讷接壤的市镇（或旧市镇、城区）包括：穆捷达安、圣马夏尔勒蒙、圣帕尔杜莱卡尔。

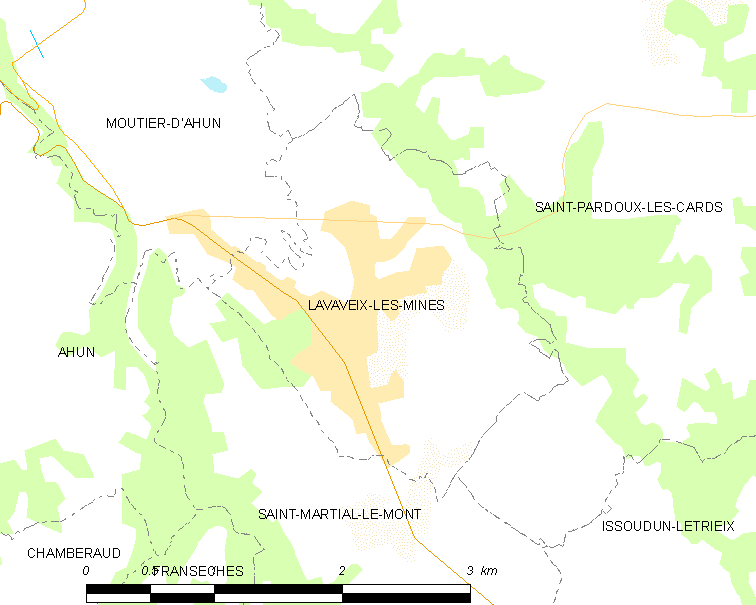
拉瓦韦莱米讷的OSM定位图

拉瓦韦莱米讷的时区为UTC+01:00、UTC+02:00（夏令时）。

## 行政
拉瓦韦莱米讷的邮政编码为23150，INSEE市镇编码为23105。

## 政治
拉瓦韦莱米讷所属的省级选区为古宗县。

## 人口

1962-2008年间拉瓦韦莱米讷人口变化图示

拉瓦韦莱米讷于2022年1月1日时的人口数量为642人。